# Charly Weller

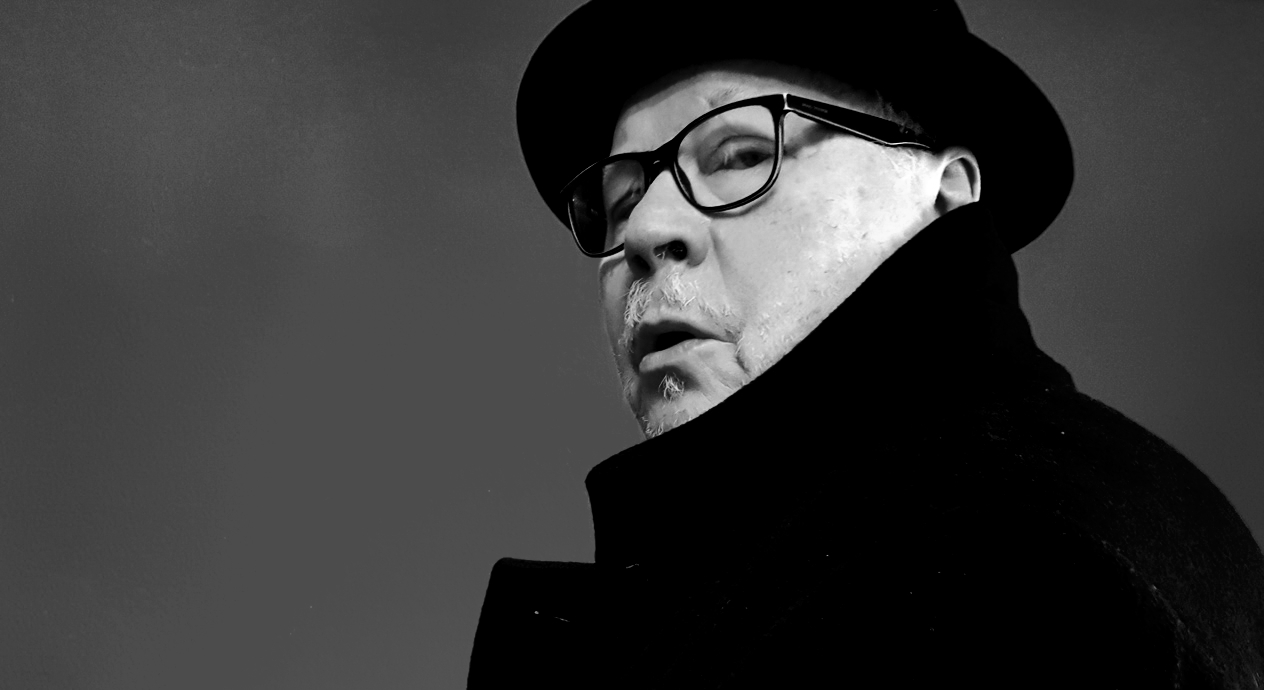
Charly Weller (Selbstporträt, 2018)

Charly Weller (* 9. Oktober 1951 in Marburg; † 27. April 2024 in Annerod) war ein deutscher Regisseur, Autor, Musiker und Fotograf.

## Werdegang
Nach seiner Jugendzeit in Gießen und Wetzlar war Weller nach dem Abitur als Fotograf in Paris tätig. Während seines Jura-, Theologie- und Journalismus-Studiums an der FU Berlin konnte er erste Erfahrungen als Ko-Autor und Video-Kameramann der ZDF-Dokumentation Vier Wochen ohne Fernsehen sammeln (ausgezeichnet mit dem Adolf-Grimme-Preis 1975). Anfang der 1980er-Jahre war Weller als Regieassistent unter Peter Fleischmann tätig, danach folgten erste eigene Produktionen wie Wetzlar ist nicht Washington (Kleines Fernsehspiel, ZDF), Der Kinzler, ein Kurzfilm über das Wetzlarer Original „Hakim Rex Aquarillo“ und The Only Forgotten Take of Casablanca. Dieser Kurzfilm wurde 1983 mit dem Prix du Jury bei den Filmfestspielen von Cannes ausgezeichnet.
Seinen Durchbruch hatte Charly Weller mit dem Drama Schlammbeißer (ausgezeichnet mit dem Max-Ophüls-Förderpreis 1991) und mit Doberstein, ein Fernsehfilm des ZDF (1993) mit Hannelore Elsner und André Hennicke. Danach folgten ca. 50 Inszenierungen u. a. für die Fernsehserien Ein Fall für zwei, Auf Achse, Im Namen des Gesetzes und Die Kommissarin (wiederum mit Hannelore Elsner). Daneben führte Weller weiterhin Low-Budget-Film-Projekte wie www.vermisst-auf-dem-oktoberfest.de durch und war bei diversen Theaterinszenierungen in Frankfurt und München beteiligt. Sein Romandebüt feierte er 2014 mit Eulenkopf, der 2015 für den Friedrich-Glauser-Preis nominiert wurde. 2015 folgte der Roman Finsterloh.
Weller war als Geschäftsführer der in Gießen ansässigen Mittelhessen TV GmbH und als Musiker in der Band Zuckerstein aktiv.
Ab 2017 war er daneben als Dozent für die Technische Hochschule Mittelhessen tätig.

## Werke

### Romane
- Eulenkopf. KBV, 2014, ISBN 978-3-95441-197-9.
- Finsterloh. KBV, 2015, ISBN 978-3-95441-259-4.
- Katzenkönig. KBV, 2016, ISBN 978-3-95441-323-2.
- Totenwind. KBV, 2017, ISBN 978-3-95441-388-1.
- Bonames. KBV, 2018, ISBN 978-3-95441-434-5.
- Gallus. KBV, 2019, ISBN 978-3-95441-479-6.

### Filme
- 1974: Kurzfilm Der Kinzler
- 1975: Fernsehdokumentation Vier Wochen ohne Fernsehen
- 1979: Dokumentarischer Videospielfilm Rucksackberliner
- 1981: Kleines Fernsehspiel ZDF Wetzlar ist nicht Washington
- 1990: No-Budget-Spielfilm Schlammbeisser
- 1992: Großes Fernsehspiel ZDF Doberstein

### Musik-CD
- 2008: Waselebe mit der Gruppe Zuckerstein

## Preise und Auszeichnungen
- 1975: Adolf-Grimme-Preis für die Dokumentation Vier Wochen ohne Fernsehen
- 1983: Prix du Jury bei den Internationalen Filmfestspielen von Cannes für seinen Kurzfilm The Only Forgotten Take of Casablanca
- 1983: Goldener Chaplin-Schuh bei den Internationalen Filmfestspielen von Figueira da Foz für seinen Kurzfilm The Only Forgotten Take of Casablanca
- 1991: Max-Ophüls-Förderpreis für seinen ersten Spielfilm Schlammbeisser
- 2015: Nominierung zum Friedrich-Glauser-Preis für sein Krimidebüt Eulenkopf